# Tóth Enikő (labdarúgó)
Tóth Enikő (Szombathely, 1985. január 23. –) válogatott labdarúgó, hátvéd. Jelenleg a Viktória FC labdarúgója.

## Pályafutása

### Klubcsapatban
1999-ben a Viktória FC csapatában kezdte a labdarúgást. 2001-ben mutatkozott be az élvonalban. A szombathelyi csapattal két alkalommal nyert magyar bajnokságot és háromszor kupát. A 2012–13-as idényben ősszel az osztrák DFC Hof csapatában szerepelt, de tavasszal visszatért Szombathelyre.

### A válogatottban
2004 és 2005 között két alkalommal szerepelt a válogatottban.

## Sikerei, díjai
- Magyar bajnokság
  - bajnok: 2003–04, 2008–09
  - 2.: 2004–05, 2006–07, 2007–08, 2009–10, 2010–11, 2011–12
  - 3.: 2001–02, 2002–03, 2005–06, 2012–13
- Magyar kupa
  - győztes: 2008, 2009, 2011
  - döntős: 2012

## Statisztika

### Mérkőzései a válogatottban
| Magyarország | Magyarország       | Magyarország | Magyarország | Magyarország | Magyarország  | Magyarország | Magyarország | Magyarország |
| #            | Dátum              | Helyszín     | Hazai        | Eredmény     | Vendég        | Kiírás       | Gólok        | Esemény      |
| ------------ | ------------------ | ------------ | ------------ | ------------ | ------------- | ------------ | ------------ | ------------ |
| 1.           | 2004. november 13. | Liège        | Belgium      | 5 – 1        | Magyarország  | barátságos   | -            | 69'          |
| 2.           | 2005. március 17.  | Tapolca      | Magyarország | 0 – 3        | Lengyelország | barátságos   | -            | 74'          |
|              | Összesen           |              |              | 2            | mérkőzés      |              | 0            | gól          |